# ロバート・ウィルソン (演出家)
ロバート・ウィルソン（Robert Wilson、1941年10月4日 - 2025年7月31日）は、アメリカの実験演劇の舞台演出家兼劇作家であり、ニューヨーク・タイムズによって「アメリカ、あるいは世界でも最も先端的な『演劇アーティスト』」と評された人物である。彼はまた、振付師、パフォーマー、画家、彫刻家、ビデオアーティスト、そして音響および照明デザイナーとしても活躍している。
ウィルソンは、フィリップ・グラスとルシンダ・チャイルズと共に制作した『Einstein on the Beach』や、トム・ウェイツとの頻繁なコラボレーションで最もよく知られている。1991年にウィルソンはニューヨーク州ロングアイランド東端に「パフォーマンスのための実験室」であるウォーターミル・センターを設立し、オペラや演劇のカンパニー、文化祭などと定期的に共同作業を行っている。ウィルソンは「ヨーロッパの主要な文化センター、ギャラリー、博物館、オペラハウスや劇場、フェスティバルの中で、特にモダンな探求の中で前衛芸術家として発展してきた」。

## 初期の人生と教育
ウィルソンはテキサス州ウェーコで生まれ、弁護士であるロリー・ヴェルマ（旧姓ハミルトン）とD.M.ウィルソンの息子である。彼は保守的な家庭のゲイの息子として困難な青年期を過ごした。「私が育った時代には、劇場に行くことは罪であった。女性がズボンを履くことも罪であった。学校には祈りの箱があり、誰かが罪を犯したのを見たらその名前を箱に入れることができた。そして金曜日には、箱に名前が入っている人たちのために皆が祈るのであった。」彼は吃音であり、地元のダンスインストラクターであるバード「ベイビー」ホフマンに連れて行かれ、彼の助けを借りて吃音を克服した。地元の学校に通った後、1959年から1962年までテキサス大学で経営学を学んだ。
彼は1963年にニューヨークのブルックリンに移り、分野を変えて美術と建築を学んだ。ある時期には、アリゾナ州でパオロ・ソレリの砂漠コンプレックスで建築を学んだ。ウィルソンは先駆的な振付師ジョージ・バランシン、マース・カニングハム、マーサ・グラハムらの作品に魅了された。彼はニューヨークで脳損傷や障害を持つ子供たちと一緒にセラピー的な演劇活動を行った。1965年にプラット・インスティテュートで建築のBFA（美術学士）を取得した。彼は「鉄肺患者のためのバレエを監督し、参加者が口で蛍光ストリーマーを動かしながら、掃除人がミス・アメリカの衣装を着て踊った」という。 この期間中、彼はシビル・モホリ＝ナギ（モホリ＝ナジ・ラースローの未亡人）の講義に出席し、アーティストのジョージ・マクニールと共に絵画を学んだ。

## キャリア

### 演劇

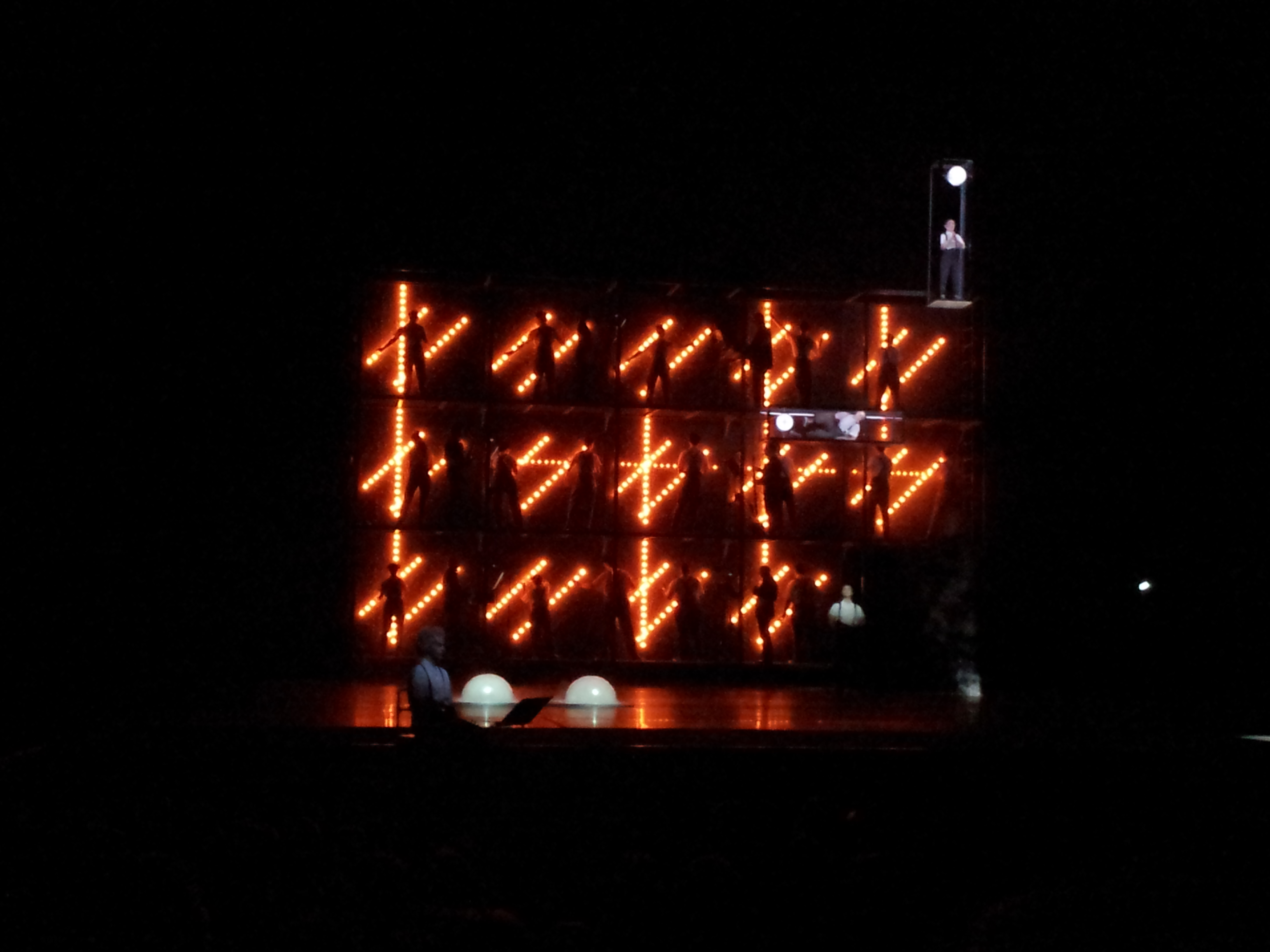
Act IV, Scene 3C "Space Machine" from Einstein on the Beach in Amsterdam, 2013

1968年、彼は実験的なパフォーマンスカンパニーであるバード・ホフマン・スクール・オブ・バーズを設立した（これは彼が十代の頃に吃音を克服するのを助けた教師にちなんで名付けられた）。このカンパニーで、彼は最初の重要な作品である1969年の『スペイン王』と『シグムンド・フロイトの生涯と時代』を演出した。彼は1970年代初頭にオペラの分野での活動を開始し、作曲家フィリップ・グラスと振付師ルシンダ・チャイルズと共に『Einstein on the Beach』を創作した。この作品は、アーティストたちに世界的な名声をもたらした。『Einstein』の後、ウィルソンはヨーロッパの主要な劇場やオペラハウスとますます協力するようになった。彼の最初のオペラのニューヨークデビューの際、メトロポリタンオペラはウィルソンに日曜日にハウスを借りることを許可したが、作品をプロデュースすることはなかった。
1970年、ウィルソンと振付師アンディ・デグロートやダンサー兼俳優のシェリル・サットンを含む一群の協力者は、アイオワシティで「サイレントオペラ」である『Deafman Glance』を考案し、12月15日に新しいパフォーミングアーツセンターで初演を行った。初演の大規模なキャストにはレイモンド・アンドリュースとアナ・メンディエタが含まれていた。このショーはその後、フランスのナンシーフェスティバルとブルックリン音楽アカデミーに移動した。その後、デザイナーのピエール・カルダンが推奨するパリで開幕した。シュルレアリスト詩人ルイ・アラゴンはこれを愛し、1966年に亡くなったシュルレアリスト詩人アンドレ・ブルトンへの手紙を発表し、ウィルソンを「シュルレアリスムから生まれた我々が後に続き、我々を超えていくと夢見た人物」と称賛した。1975年にウィルソンはバーズを解散し、プロの俳優を使い始めた。
1983年から1984年にかけて、ウィルソンは1984年ロサンゼルスオリンピックのために『the CIVIL warS: A Tree Is Best Measured When It Is Down』というパフォーマンスを計画した。完全な作品は6部構成で12時間にわたる予定であった。このプロダクションは部分的にしか完成せず、不足している資金のためにオリンピック芸術祭により全体のイベントはキャンセルされた。1986年、ピューリッツァー賞の審査員は満場一致で『the CIVIL warS』を演劇賞に選出したが、監督委員会はこの選択を拒否し、その年は演劇賞が授与されなかった。
1990年だけでも、ウィルソンは西ドイツの4つの異なる都市で4つの新しい作品を制作した。フランクフルトでシェイクスピアの『リア王』、ミュンヘンでチェーホフの『白鳥の歌』、西ベルリンでヴァージニア・ウルフの『オーランドー』の翻案、そしてハンブルクでウィルソン、トム・ウェイツ、ウィリアム・S・バロウズによる共同制作『The Black Rider』である。
1997年、彼はヨーロッパ演劇賞を受賞した。
1998年、ウィルソンはスウェーデンのストックホルム市立劇場でヨハン・アウグスト・ストリンドベリの『夢芝居』を上演した。その後、この作品はレックリングハウゼン、ニース、パース、ボン、モスクワ、ニューヨーク、ロンドンのフェスティバルで主演を果たした。
2010年、ウィルソンは作曲家（および長年のコラボレーター）であるトム・ウェイツ、アイルランドの劇作家マーティン・マクドナーと共に、新しいステージミュージカルに取り組んでいた。2012年のルールトリエンナーレでケージの百年祭を祝うために委託されたジョン・ケージの『Lecture on Nothing』の演劇プロダクションは、UCLAのロイスホールでアメリカ初演が行われ、パフォーミングアーツセンターによって上演された。ウィルソンは2019年、メルボルン芸術センターで開催されたSupersenseフェスティバルで、オーストラリア初演となる『Lectures on Nothing』を上演した。
2013年、ウィルソンはミハイル・バリシニコフと共同で、ウィレム・デフォーと共演し、ロシアの作家ダニイル・ハルムスの作品の翻案である『The Old Woman』を制作した。舞台はマンチェスター国際フェスティバル（MIF13）で初演された。ウィルソンは、彼とバリシニコフが長年にわたり一緒に劇を制作することを議論してきたこと、そしておそらくロシアのテキストに基づく作品である可能性があることを書いた。最終的なプロダクションには、ダンス、光、歌、そして二言語のモノローグが含まれていた。
1999年以来、ウィルソンはベルリンで9つの演劇作品を初演している。対照的に、2013年時点で彼のアメリカでの最後の委託作品は21年前のものであった。
2010年時点で、彼は最も評価の高い作品の再演を続けていた。ロンドン、サンフランシスコ、シドニー、ロサンゼルスで『The Black Rider』、ニューヨークとバルセロナで『The Temptation of St. Anthony』、ベルリンで『Erwartung』、モスクワのボリショイ劇場で『蝶々夫人』、パリのシャトレ座でワーグナーの『ニーベルングの指環』を演出した。
ウィルソンはまた、ミラノのスカラ座とパリのパレ・ガルニエのオペラハウスで、モンテヴェルディのすべてのオペラを演出している。
2021年、ウィルソンはブルガリアのソフィアにあるイヴァン・ヴァゾフ国立劇場でシェイクスピアの『テンペスト』の再演を演出した。
2022年、彼はエス・バルアルド美術館（パルマ）で初演された演劇パフォーマンス『UBU』を演出した。

### ヴィジュアルアートとデザイン
ウィルソンは舞台の仕事に加えて、彫刻、絵画、家具のデザインも手掛けている。1976年12月にポーラ・クーパー・ギャラリーで展示されたウィルソンのストーリーボードは、ある批評家によって「連続アートであり、ウィルソンの演劇スタイルのスローモーションのテンポに相当するもの」と評された。1993年のヴェネツィア・ビエンナーレで彼は彫刻インスタレーションで金獅子賞を受賞した。2004年、アリ・ホサイニはテレビチャンネルLAB HDでのレジデンシーをウィルソンに提供した。それ以来、ウィルソンはプロデューサーのエスター・ゴードンおよび後にマシュー・シャタックと共に、Voom Portraitsとして知られる高解像度ビデオを多数制作してきた。この好評を博したプロジェクトの協力者には、作曲家のマイケル・ガラッソ、故アーティスト兼デザイナーのユージーン・ツァイ、ファッションデザイナーのケビン・サントス、照明デザイナーのウルス・シェーネバウムが含まれていた。有名人の被写体に加えて、王室、動物、ノーベル賞受賞者、浮浪者なども含まれていた。
2011年、ウィルソンはフィンランドのデザイナー、タピオ・ヴィルカラ（1915–1985）に捧げられたアートパークをヘルシンキのアラビアンランタ地区に設計した。彼の計画では、長方形の公園に中央広場があり、9つの等しいサイズの区画に茂みで仕切られている。各区画には家庭に関連するオブジェが設置される予定である。例えば、あるユニットには小さな暖炉が設置され、その周りには座席として使える石が配置される。公園は地面に設置された大きなライトボックス型のランプや、普通のフロアランプをモデルにした小さなランプによって照らされる予定である。
2013年、アメリカのポップ歌手レディー・ガガは、彼女のARTPOPプロジェクトの一環としてウィルソンとコラボレーションすることを発表した。ウィルソンはその後、彼女の2013年のMTVビデオミュージックアワードのパフォーマンスのセットをデザインした。ウィルソンはまた、ガガに自身のVoom Portraitsのためにポーズを取るよう提案した。ルーブル美術館の客員キュレーターとしての滞在が控えていたため、ウィルソンは美術館のコレクションから死に関するテーマを選んだ。彼らはロンドンのスタジオで3日間ビデオを撮影し、ガガは1度に14〜15時間立ち続けた。この「Living Rooms」と呼ばれる展覧会には、ジャック＝ルイ・ダヴィッドの『マラの死』に触発されたビデオ作品と、レディー・ガガがアングルの絵画を生き生きと表現するもう一つのビデオ作品が含まれていた。ルーヴル美術館の講堂では、ウィルソンが一連のパフォーマンス、会話、映画上映、ディスカッションを主催し、参加した。この滞在の中心には、ニューヨークにあるアーティストの個人コレクションからのオブジェクトが満載の部屋が含まれており、アフリカのマスク、シェーカーの椅子、古代中国の陶器、マレーネ・ディートリッヒが履いた靴、ロバート・メイプルソープが1980年代初頭に撮影したウィルソンとグラスの写真が含まれていた。

## 私生活

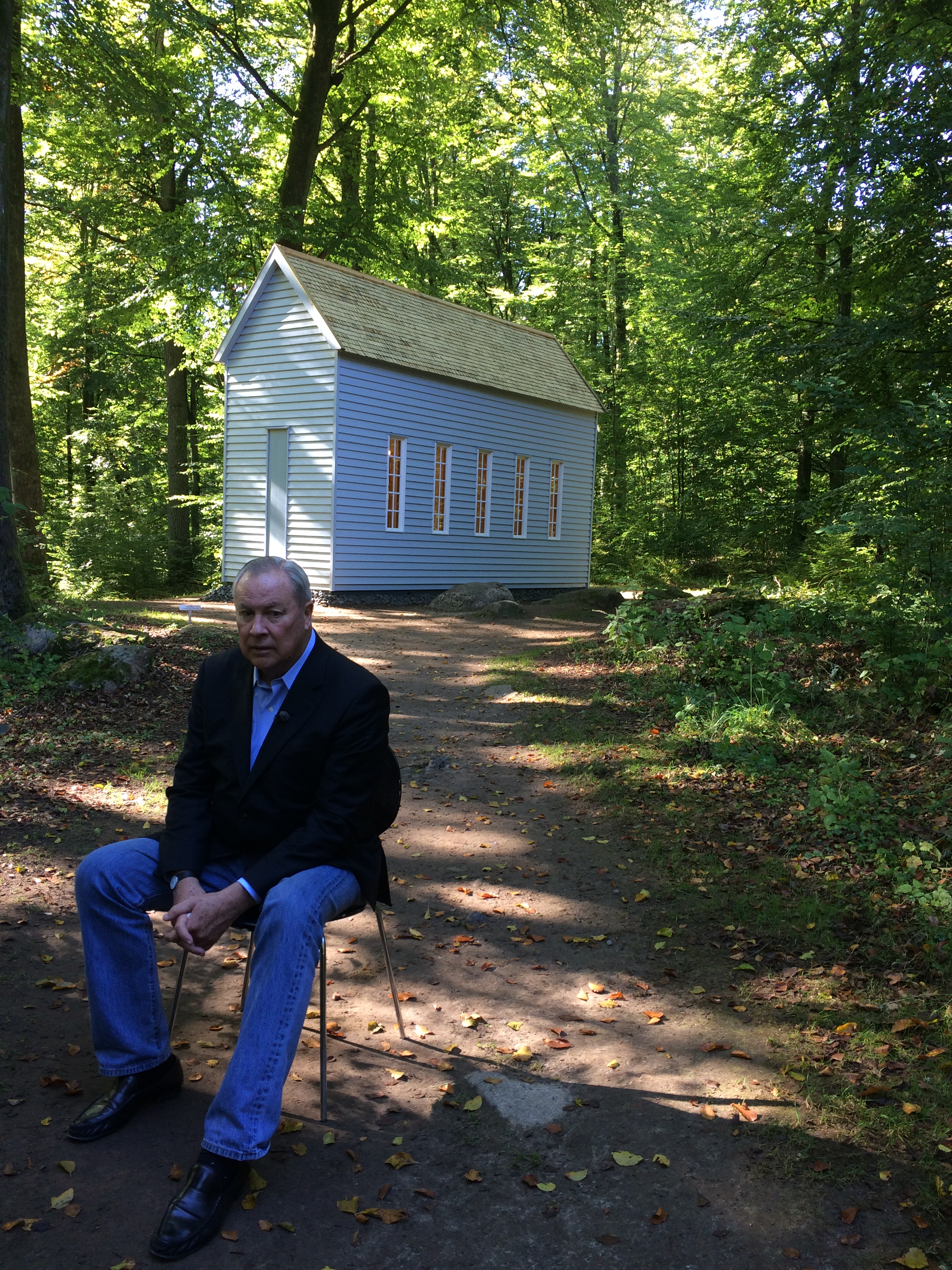
2014年

ウィルソンはニューヨークに住んでいる。2000年時点で、彼は「ニューヨークの自分のアパートで年間10日間過ごす」と見積もっていた。彼は多くの年にわたってダンサー兼振付師のアンディ・デグロートとロマンチックな関係にあり、1970年代に彼と協力して活動していた。
2025年7月31日、病気のためニューヨーク州の自宅で死去した。83歳没。

## スタイル
ウィルソンは、劇場の境界を押し広げることで知られている。彼の作品は、厳粛なスタイル、非常に遅い動き、そして空間や時間における極端な規模が特徴である。『The Life and Times of Joseph Stalin』は12時間のパフォーマンスであり、『KA MOUNTain and GUARDenia Terrace』はイランの山頂で上演され、7日間続いた。

### 言語
言語は演劇の最も重要な要素の一つであり、ロバート・ウィルソンはそれをさまざまな方法で自在に操ることに長けている。ウィルソンのこの分野における影響力は絶大である。ブランダイス大学の演劇教授であるアーサー・ホルムバーグは、「演劇において、ロバート・ウィルソンほど言語の危機を激しい天才的な才能で劇化した人物はいない」と述べている。ウィルソンはその作品の中で、言語の意味や理由が非常に重要であり、見過ごすことはできないということを明らかにしている。ウィルソンとの協力者であり評価の高い作詞家であるトム・ウェイツは、ウィルソンと言葉との特異な関係についてこう語っている。
ボブにとって言葉は、暗い夜の台所の床に散らばった画鋲のようなものであり、あなたは裸足で歩いているようなものだ。だからボブは言葉の中を通り抜ける道を切り開き、傷つくことなく歩けるようにする。ボブは言葉の価値や形を変える。ある意味では、言葉はより多くの意味を持ち、ある場合には、より少ない意味を持つ。
ウィルソンは全ての作品を通じて、そして様々な形で言語の重要性を示している。彼はガートルード・スタインの作品を読んだり、彼女が話す録音を聞いたりすることで「自分の考え方が永遠に変わった」と述べている。ウィルソンは1990年代にスタインの作品のうち『Doctor Faustus Lights the Lights』（1992年）、『Four Saints in Three Acts』（1996年）、そして『Saints and Singing』（1998年）の3つを演出した。
ウィルソンは、言語そのものやその基本要素である単語を「社会的アーティファクト」と見なしている。言語は時間とともに変化するだけでなく、人や文化によっても変わる。精神障害のある子供たちとの仕事や、有名な自閉症詩人クリストファー・ノウルズとの協力経験を活かし、ウィルソンは様々な視点から言語に挑戦してきた。ウィルソンはしばしば「ミルトン的な華美な表現と現代の言葉、子守唄の詩と前言語の叫び声」といったレベルの異なる語法を並置することで、言語の捉えにくさと絶えず変化する性質を観客に示そうとしている。ウィルソンはまた、言葉を視覚的に表現する方法も使用している。彼のセットデザイン、プログラムの表紙、ポスターにはしばしば言葉がグラフィティのように描かれている。これにより、観客は「言語そのもの」を見ることができ、「言語が指し示す対象や意味」ではなく、「言語そのもの」を見つめることができるようになる。

言葉の欠如もウィルソンの作品には非常に重要な要素である。アーティストがポジティブスペースとネガティブスペースを使うのと同じように、ウィルソンはノイズと沈黙を使う。『リア王』の制作に取り組む際、ウィルソンは無意識に沈黙の必要性について述べている：
ここでの俳優の訓練方法は間違っている。彼らが考えるのはテキストの解釈だけである。言葉の話し方を気にして、身体について何も知らない。その歩き方を見ればわかる。空間におけるジェスチャーの重さを理解していない。優れた俳優は、指一本動かすだけで観客を引きつけることができる。
この静寂への強調は彼のいくつかの作品で完全に探求されている。『Deafman Glance』は言葉のない劇であり、彼のハイナー・ミュラーの劇『Quartett』の翻案には15分間の無言のプロローグが含まれていた。ホルムバーグはこれらの作品について次のように述べている。
言語は多くのことを行い、そしてそれらをうまくやり遂げる。しかし、私たちは言語がうまくできないことに目を閉じがちである。言葉の傲慢さにもかかわらず、つまり言葉が伝統的な劇場を鉄の拳で支配しているにもかかわらず、すべての経験が言語コードに翻訳されるわけではない。
ウィルソンの「沈黙は語る沈黙だ」という言葉を受けて、20世紀の著名な劇作家ウジェーヌ・イヨネスコは、ウィルソンが「ベケットを超えた」と称賛した。舞台上のこの沈黙は観客に不安を与えるかもしれないが、その欠如によって言語の重要性を示す役割を果たしている。これは、ウィルソンが自身の問いに答える手段である。「なぜ誰も見ないのか？ なぜ誰も見る方法を知らないのか？ なぜ誰も舞台で何かを見ることができないのか？」
ウィルソンが用いる別の技法は、特定のキャラクターに対して言葉がどのような意味を持つかというものである。彼の作品『I was sitting on my patio this guy appeared I thought I was hallucinating』は、2人のキャラクターだけが登場し、両者とも同じ意識の流れのモノローグを届ける。初演では、一人のキャラクターは「冷淡で、冷たく、正確」だったのに対し、もう一人は「スクリューボール・コメディをもたらし... 温かみと色彩... 遊び心」を持っていた。異なる強調と発表が、同じモノローグに異なる意味をもたらし、「観客は同じモノローグを2回聞いたとは信じがたかった」。ウィルソンは観客に言葉の意味を伝えるのではなく、それを解釈する余地を与え、「意味が杭につながれた馬のように言葉に結びついているわけではない」というアイデアを提示している。

### 動き
動きはウィルソンの作品における重要な要素である。ダンサーとして、彼は俳優が舞台上で動く方法の重要性を理解しており、その動きが持つ重さを知っている。言葉のない演劇として演出したイプセンの『わたしたち死んだものが目覚めたら（Når vi døde vågner, 1899年）』について、ウィルソンは次のように述べている。
私はテキストに取り組む前に動きを行う。その後、テキストと動きを合わせる。動きが言葉なしでもしっかりと自立できるように、まず動きを行う。動きには独自のリズムと構造が必要であり、テキストに従ってはいけない。動きはテキストを図示することなく強化することができる。聞こえるものと見えるものは異なる層である。それらを組み合わせることで、新たな質感が生まれる。
動きに重点を置いているため、ウィルソンはオーディションもそれに合わせて調整している。彼のオーディションでは、「ウィルソンはしばしば精巧な動きのシーケンスを行い」「俳優にそれを繰り返すよう要求する」。CIVIL warSの俳優であるトーマス・デラーは、オーディションのプロセスを困惑したと感じた。「私が入室すると、［ウィルソンは］31カウントで部屋を横切り、7カウントで座り、59カウントで額に手を当てるように言われた。私はその過程全体に困惑した」。CIVIL warSのもう一人の俳優であるセス・ゴールドスタインも、ウィルソンの作品における動きの重要性を強調した。「舞台に上がってから降りるまで、すべての動きが秒単位で振り付けられていた。テーブルのシーンでは、動きを数えるだけで、タイミングのことしか考えなかった」。

テキストと動きを合わせる時期になると、まだ多くの作業が残されている。ウィルソンはテキストに細心の注意を払い、観客がそれを十分に吸収できるように「テキストの周りにスペース」を確保するよう心掛けている。この時点で俳優たちは自分の動きとその実行タイミングを把握しているため、ウィルソンは特定のテキストにアクションを追加することができる。彼の最終目標は、テキストと動きのリズムを異なるものにし、観客がそれぞれを完全に別のものとして捉えられるようにすることである。テキストと動きの段階にいるとき、ウィルソンはしばしばリハーサルを中断し、「何かが間違っている。スクリプトを確認して、番号が正しい場所に入っているか確認しなければならない」と言う。この重要性についてウィルソンはさらに説明している。
テキストと動きを分離し、異なるリズムを維持することがどれほど大変かはよく知っている。舌と体が互いに対立して動くように訓練するには時間がかかる。しかし、体には言葉とは無関係なことが起こる。心と体が異なる場所にあり、異なる現実のゾーンを占めている方がより興味深いのである。
これらのリズムは心を常に緊張させ、意識的にも無意識的にも動きの背後にある意味と、それが言葉とどのように一致しているかを取り込む。
ウィルソンが作品で言葉の欠如を用いるのと同様に、彼は動きの欠如が持つ重要性も認識している。彼の『王女メディア』の上演では、主役の歌手がアリアの間ずっと静止しているシーンを配置し、他の多くの人々が彼女の周りを動き回るようにした。ウィルソンは次のように振り返っている。「彼女は、動きを与えなければ誰も彼女に注目しないと不満を漏らした。私は彼女に、立ち方を知っていれば皆が彼女を見てくれると伝えた。私は彼女に、千年の間同じ場所に立ち続けた女神の大理石像のように立つように言った」。言葉を発さずに俳優にそのような存在感を持たせることは非常に挑発的であり、これこそがウィルソンが舞台上に置くあらゆる動きで達成しようとしているものである。

### 光
ウィルソンは「演劇の最も重要な部分」は光であると信じている。彼は舞台上でのイメージの定義に関心があり、これはオブジェクトやタブローの光に関連している。照明デザインが作品を生き生きとさせると感じている。ウィルソンの『the CIVIL warS』のセットデザイナーであるトム・カムは、彼の哲学を次のように述べている。「ウィルソンのセットは、光が絵の具のように当たるキャンバスだ」。彼は「照明の使い方を知っていれば、クソも金のように見せることができる。私は光で描き、構築し、作曲する。光は魔法の杖だ」と説明している。
ウィルソンは「照明デザイナーとしてもクレジットされる唯一の主要な演出家」であり、ある人々からは「我々の時代の最も偉大な光のアーティスト」として認識されている。彼は光をオンオフのパターンではなく、流れるようにデザインし、そのため彼の照明は「音楽の楽譜のようだ」と評されている。ウィルソンの照明デザインは「密度のある、触覚的な質感」が特徴であり、「人や物が背景から飛び出すように見える」ことができる。彼の『Quartett』のデザインでは、90分の間に400の照明キューを使用した。
彼は完璧主義者であり、自らのビジョンのあらゆる側面を実現することに固執している。『Quartett』での15分のモノローグの照明に2日間を費やし、一つの手のジェスチャーにほぼ3時間をかけた。この細部へのこだわりは、「光は舞台上の最も重要な役者である」という彼の信念を示している。演劇専門家のオクタビアン・サイユ（Octavian Saiu）との会話で、ウィルソンは自分のスタイルがしばしば模倣されることについてどう思うかと尋ねられた際、「世界は図書館であり、したがってすべてのアーティストは他のアーティストから借りる自由がある」と答えた。

### 小道具
ウィルソンのデザインへの関心は彼の作品の小道具にも及び、彼自身がデザインし、時には製作にも参加する。家具、電球、巨大なワニなど、ウィルソンはそれぞれを独立した芸術作品として扱う。彼は、舞台上で「プロポーション、バランス、視覚的な関係」を確認するために、最終的なものを作る前に各小道具の実物大モデルを作ることを要求する。モデルが承認されると、スタッフが小道具を製作するが、ウィルソンは「満足するまで何度も送り返すことで有名」である。彼は細部へのこだわりが非常に厳しく、Quartettの技術監督であるジェフ・マスコビンが完全に木製の椅子ではなく、木の皮を貼ったアルミ製の椅子を使用することを提案した際、ウィルソンは次のように答えた：
いや、ジェフ、私は木製の椅子が欲しい。アルミ製にすると、倒れて床にぶつかったときの音が正しくならない。金属の音がしてしまい、木の音がしない。それでは不自然だ。丈夫な木を使うようにして、節がないようにしてくれ。
そのような細部へのこだわりと完璧主義が、通常、高価な小道具のコレクションをもたらした。「キュレーターたちはそれらを彫刻品と見なしている」と述べられ、小道具は「4,500ドルから80,000ドル」の価格で販売されている。

## 展覧会
ウィルソンの大規模な回顧展は、パリのジョルジュ・ポンピドゥー・センター（1991年）とボストン美術館（1991年）で開催された。彼はアムステルダム市立美術館、ロッテルダムのボイマンス・ヴァン・ベーニンゲン美術館（1993年）、ロンドンのクリンク・ストリート・ヴォールト（1995年）、ベルリンの新ナショナルギャラリー（Neue Nationalgalerie）（2003年）、ニューヨークのソロモン・R・グッゲンハイム美術館、ビルバオのグッゲンハイム美術館でインスタレーションを発表した。彼のイサム・ノグチへのオマージュはシアトル美術館で展示され、彼のVoom Portraits展はハンブルク、ミラノ、マイアミ、フィラデルフィアを巡回した。
2012年には、タイムズスクエアアーツがウィルソンに対し、タイムズスクエアを囲む20以上のデジタルスクリーンで彼の3分間のビデオポートレートのセレクションを上映するよう招待した。2013年にはホワイトハウス・ビエンナーレ／テッサロニキ・ビエンナーレ4に参加した。彼はアーティストのベッティーナ・ウィッテヴィーンと協力し、彼女の写真集『Sacred Sister』に基づく展示スペースを設けた。この本は、1995年にウィッテヴィーンがインドネシアと東南アジアで撮影した女性たちの写真で構成されている。展示スペースは2003年にアートバーゼル・マイアミビーチで設置され、スタジオの床に敷かれた落ち葉の層で構成されていた。
ウィルソンは、ニューヨークのRW Work, Ltd.によって独占的かつ世界的に代理されており、ニューヨーク市の彼のギャラリストはポーラ・クーパー・ギャラリーである。

## The Watermill Center
1991年、ウィルソンはニューヨーク州ロングアイランドの東端にある旧ウェスタン・ユニオン研究所の跡地にウォーターミル・センターを設立した。ウォーターミル・センターは当初、「パフォーマンスのための研究所」としてスタイルされており、年間を通じてアーティスト・レジデンシー、公教育プログラム、展示、パフォーマンスを運営している。センターは庭園とデザインされた景観の10エーカー（4.0ヘクタール）のキャンパス内に位置し、ウィルソンが収集した多数の芸術作品を収蔵している。

## ヨーロッパ演劇賞
1997年、彼はタオルミーナで第5回ヨーロッパ演劇賞を受賞した。その際の動機は次のとおりである。
第5回ヨーロッパ演劇賞の審査員は、舞台芸術の個人的な再発明を目指し、時間的な次元を覆し、空間的な次元を再検討した30年にわたるロバート・ウィルソンの業績を認め、満場一致で賞を授与することを決定した。彼は現実の単なる再現を拒否し、テキストに抽象的または非形式的なビジョンを提供するとともに、可能な限り役割を再定義し、作家、監督、演者、美術家、そして魔法のような照明デザイナーとして作品の創作においてグローバルな介入を行った。職業としては建築家である彼は、映像の重要性を高めるために視覚芸術を無視せずに、音楽の支援を復活させ、ダンスにアプローチし、同時に話し言葉に純粋な調和の価値を見出そうとする、全体演劇の形態への理想的な緊張感を追求した。
彼の作品は、一つの進化し続ける単一のオーパスの一部として、統合の構成要素と見なすことができると言われている。キャリアの中で、ウィルソンはさまざまなジャンルに挑戦し、言語の統一性のおかげでそれらを引き寄せた。彼はクラシック作品や特別に執筆された作品を実行し、このためにウィリアム・バロウズやハイナー・ミュラーのような著名な作家たちの関心を刺激し、彼らと特別な絆を築いた。
彼は非演劇的な文学作品の教授に専念し、それらをモノローグに適応させ、マドレーヌ・ルノーやマリアンネ・ホッペなどの著名な俳優によって解釈されることが多い。彼はオペラやバレエの制作にも挑戦し、著名な新進気鋭の人物と共同で独自のミュージカルを作り上げ、クリストファー・ノウルズとの共演を含む公演を推進し、華麗なファッションパレードを指揮した。彼のデザイナーやビジュアルアーティストとしての多産な活動は、絵画、彫刻、インスタレーション、グラフィック作品、展示会に見られる。彼はベネチア・ビエンナーレで主要な賞を受賞した。
組織の概念を変えなければ、新しいことは何も成し遂げられない。彼は1970年代以降、フェスティバルの共同制作の決定的な推進者であり、新しいキャストで様々な国で翻訳されるプロトタイプのパフォーマンスの創造、そして制作スタジオで後に完成するシリアル作品の創造を推進してきた。彼のおかげで、異なる国、言語、スタイル、伝統が融合することができた。

より大きく、より国際的なコラボレーションチームを使用する際にも、ウィルソンは発展中のオペラにおいて完璧主義者としての自身の印を残すことを決して放棄しなかった。彼はウォーターミル・センターにおいて、実験とトレーニングの中心として知られており、教師としての彼の仕事は、若者たちとの接触から絶え間ない新しいアイデアの流れを保持するのに役立っている。

## Legacy and awards
1971年および1980年のグッゲンハイム・フェローシップ受賞
1971年ドラマ・デスク賞優秀監督賞（『Deafman Glance』）
1975年ロックフェラー財団フェローシップ
1981年アジア文化協議会フェローシップ
1986年ピューリッツァー賞ドラマ部門ノミネート
1987年ハワード・ブルックナー監督によるドキュメンタリー『Robert Wilson and the Civil Wars』の題材
1990年『The Mysteries and What's So Funny』
1993年ベネチア・ビエンナーレ彫刻部門ゴールデン・ライオン賞 
1996年ドロシー＆リリアン・ギッシュ賞
1997年ヨーロッパ演劇賞
2000年アメリカ芸術文学アカデミー選出
2001年ナショナル・デザイン賞（生涯功労賞）
2002年芸術文化勲章司令官
2005年トロント大学名誉博士号
2009年ハイン・ヘクロス賞（舞台デザイン生涯功労賞）
2009年ハンブルク市芸術科学メダル
2009年アリアンス・フランセーズ・トロフェ・デ・アーツ賞
2013年ニューヨーク市立大学名誉博士号
2013年ローレンス・オリヴィエ賞（『Einstein on the Beach』の最優秀新オペラ）
2013年VAEAパエス・メダル・オブ・アート

## 作品
- The King of Spain, 1969
- The Life and Times of Sigmund Freud, 1969
- Deafman Glance (film) (with Raymond Andrews), 1970
- KA MOUNTAIN AND GUARDenia TERRACE: a story about a family and some people changing, 1972
- The Life and Times of Joseph Stalin, 1973
- A Letter for Queen Victoria, 1974
- Einstein on the Beach (with Philip Glass), 1976
- I Was Sitting on My Patio This Guy Appeared I Thought I Was Hallucinating (with Lucinda Childs), 1977
- Death Destruction & Detroit, 1979
- Edison (play), 1979
- The Golden Windows (Die Goldenen Fenster), 1979
- Dialogue/Curious George (play), 1980
- Stations (play), 1982
- Medea (opera with Gavin Bryars), Lyon 1984
- The Civil Wars: A Tree Is Best Measured When It Is Down, 1984
- Shakespeare's King Lear, 1985
- Heiner Müller's Hamletmachine, 1986
- Euripides' Alcestis, 1986–1987[4]
- Death Destruction & Detroit II, 1987
- Heiner Müller's Quartett (play)（ドイツ語版）, 1987
- Le martyre de Saint Sébastien, 1988
- Orlando (adapted by Darryl Pinckney from the novel by Virginia Woolf), 1989
- Louis Andriessen's De Materie, 1989
- The Black Rider (with William S. Burroughs and Tom Waits), 1990
- Richard Wagner's Parsifal, Hamburg, 1991[5]
- Alice (musical, with Tom Waits and Paul Schmidt), 1992
- Gertrude Stein's Doctor Faustus Lights the Lights, Hebbel Theatre (Berlin) 1992
- Skin, Meat, Bone (with Alvin Lucier), 1994
- The Meek Girl (based on a story by Fyodor Dostoevsky), 1994
- Timerocker (with Lou Reed), 1997
- Persephone (texts by Homer, Brad Gooch, Maita di Niscemi, music by Gioachino Rossini and Philip Glass), Taormina, 1997[6]
- O Corvo Branco (with Philip Glass), Teatro Camões (Lisbon), 1998
- Monsters of Grace (with Philip Glass), 1998
- Lohengrin for the Metropolitan Opera, 1998
- Wings on Rock for the Teatro della Fortuna, Fano, 1998[7]
- Bertolt Brecht's The Flight Across the Ocean for the Berliner Ensemble, 1998[8]
- The Days Before – Death Destruction & Detroit III, (with Ryuichi Sakamoto), Lincoln Center 1999
- Richard Wagner's Der Ring des Nibelungen, Zurich Opera
- POEtry, (with Lou Reed), 2000
- 14 Stations (installation), 2000
- Hot Water (multimedia concert), (with Tzimon Barto), 2000
- Woyzeck (with Tom Waits), 2000
- Persephone, 2001
- Richard Strauss's Die Frau ohne Schatten, Opéra National de Paris (Opéra Bastille), 2002
- White Town an homage to Arne Jacobsen at Bellevue Teatret Copenhagen,2002
- Isamu Noguchi exhibition, 2003
- The Temptation of Saint Anthony (with Bernice Johnson Reagon) Opéra National de Paris, 2003
- Aida, Royal Opera House (Covent Garden), 2003[9]
- I La Galigo, 2004
- Jean de La Fontaine's The Fables, 2005
- Ibsen's Peer Gynt, 2005 (in Norway)
- Büchner's Leonce and Lena
- VOOM Portraits, exhibition, 2007 at ACE Gallery in Los Angeles, CA
- Brecht's The Threepenny Opera, Berliner Ensemble, 2007
- Beckett's Happy Days, 2008
- Rumi, Polish National Opera, 2008
- Faust for the Polish National Opera, 2008
- Sonnets (based on Shakespeare's sonnets with music by Rufus Wainwright), Berliner Ensemble, 2009
- [KOOL – Dancing in my mind], (a performance/portrait of choreographer and dancer Suzushi Hanayagi), 2009
- Carl Maria von Weber's Der Freischütz, Festspielhaus Baden-Baden, conductor Thomas Hengelbrock, 2009
- Beckett's Krapp's Last Tape, 2009
- L'Orfeo, by Claudio Monteverdi, La Scala, Milan, 2009
- Káťa Kabanová, by Leoš Janáček, Národní divadlo, Prague, 2010
- Věc Makropulos, by Karel Čapek, Stavovské divadlo, Prague, 2010
- 2010 : Oh les beaux jours de Samuel Beckett, Théâtre de l'Athénée Louis-Jouvet
- The Life and Death of Marina Abramović, with Marina Abramović, Manchester International Festival, July 9–16, 2011, The Lowry, Manchester, UK
- Il ritorno d'Ulisse in patria, by Claudio Monteverdi, La Scala, Milan 2011
- Claude Debussy's Pelléas et Mélisande, Teatro Real de Madrid, 2011
- Mind gap exhibition, Norwegian Museum of Science and Technology, 2011
- Peter Pan, with CocoRosie at the Berliner Ensemble, April 2013
- The Life and Death of Marina Abramović, with Marina Abramović, Luminato Festival, Bluma Appel Theatre, Toronto, June 14–17, 2013
- The Old Woman (play), with Willem Dafoe and Mikhail Baryshnikov, Manchester International Festival, Palace Theatre, Manchester, UK, July 2013
- 1914, based on The Last Days of Mankind by Karl Kraus and The Good Soldier Švejk by Jaroslav Hašek, Estates Theatre, Prague, Czech Republic, April 2014
- Rhinoceros, by Eugène Ionesco, Teatrul Național Marin Sorescu, Craiova, Romania, July 2014[10]
- Faust I and II with Herbert Grönemeyer at the Berliner Ensemble, April 2015
- Adam's Passion with Arvo Pärt, Noblessner Foundry, Tallinn, Estonia, May 2015
- Pushkin's Fairy Tales (play) (with CocoRosie), Theatre of Nations, Moscow, Russia, June 2015
- La Traviata with Teodor Currentzis, Perm Opera and Ballet Theatre, Perm, Russia, November 2016
- Hamletmachine, by Heiner Müller and Robert Wilson (with the performers of the Accademia Nazionale di Arte Drammatica Silvio D'Amico), Auditorium Parco della Musica, Rome, 2017[11]
- Mary Said What She Said with Isabelle Huppert, Wiener Festwochen, Vienna, Austria, May 2019[12][13]

- Messiah (2020)
- The Tempest, Ivan Vazov National Theatre, Sofia, Bulgaria, November 2021[14]

## DVD (オペラ)
- Orphée et Eurydice by Christoph Willibald Gluck. Théâtre du Châtelet, Paris, 1999. Orchestre Révolutionnaire et Romantique & Monteverdi Choir, John Eliot Gardiner, cond.; Magdalena Kožená (Orphée); Madeline Bender (Eurydice); Patricia Petibon (Amour); Arthaus Musik #100062 (2000)/ Warner Classics # 16577 (2009)
- Alceste by Christoph Willibald Gluck. Théâtre du Châtelet, Paris, 1999. English Baroque Soloists & Monteverdi Choir, John Eliot Gardiner, cond.; Anne Sofie von Otter (Alceste), Paul Groves (Admète), Dietrich Henschel (High Priest and Hercules), Yann Beuron (Evandre), Ludovic Tézier (A Herald and Apollo), Frédéric Caton (Oracle and Infernal God), Hjördis Thébault (Coryphée). Image Entertainment ID9307RADVD (2000) / Warner Classics #16570 (2009)
- Madama Butterfly by Giacomo Puccini, 2003. Netherlands Opera Chorus, Netherlands Philharmonic Orchestra Edo de Waart, cond.; Richard Stilwell (Sharpless), Catherine Keen (Suzuki), Martin Thompson (Pinkerton), Cheryl Barker (Butterfly), Peter Blanchet (Goro), Anneleen Bijnen (Kate Pinkerton). Kultur Video # 937 (2003)
- L'Orfeo by Claudio Monteverdi, La Scala, Milan 2009. Milan Teatro alla Scala Orchestra, Concerto Italiano, Rinaldo Alessandrini, cond.; Georg Nigl (Orfeo); Roberta Invernizzi (La Musica/Euridice/Eco); Sara Mingardo (Sylvia/Speranza); Luigi de Donato (Caronte); Raffaella Milanesi (Proserpina); Giovanni Battista Parodi (Plutone); Furio. OPUS ARTE 1044
- Pelléas et Mélisande by Claude Debussy. Paris, 2012. Orchestre de l'Opéra national de Paris, Philippe Jordan, cond.; Chœur de l'Opéra national de Paris, Patrick Marie Aubert. Stéphane Degout (Pelléas); Elena Tsallagova (Mélisande); Vincent Le Texier (Golaud); Anne Sofie von Otter (Geneviève); Franz-Josef Selig (Arkel); Julie Mathevet (The little Yniold); Jérôme Varnier (Un berger, le médecin). Naive # 2159

## 関連文献
- Brecht, Stefan. 1978. The Theatre of Visions: Robert Wilson. Frankfurt: Suhrkamp.
- Brockett, Oscar G. and Franklin J. Hildy. 2003. History of the Theatre. Ninth edition, International edition. Boston: Allyn and Bacon. ISBN 0-205-41050-2ISBN 0-205-41050-2.
- Gussow, Mel. 1998. Theatre on the Edge. New York: Applause.
- Macián, José Enrique, Sue Jane Stocker, and Jörn Weisbrodt, eds. 2011. The Watermill Center – A Laboratory for Performance: Robert Wilson's Legacy. Stuttgart: DACO-VERLAG. ISBN 978-3-87135-054-2ISBN 978-3-87135-054-2.
- Morey, Miguel and Carmen Pardo. 2002. Robert Wilson. Barcelona: Edicion Poligrafa S.A.
- Otto-Bernstein, Katharina. 2006. Absolute Wilson: The Biography. New York: Prestel.
- Quadri, Franco, Franco Bertoni, and Robert Stearns. 1998. Robert Wilson. New York: Rizzoli.
- Schroeder, Jonathan, Stenport, Anna W., and Szalczer, Ezster (eds.) (2019), August Strindberg and Visual Culture: The Emergence of Optical Modernity in Image, Text and Theatre, London: Bloomsbury.
- Shyer, Laurence. 1989. Robert Wilson And His Collaborators. New York: Theatre Communications Group.
- Weber, Carl, ed. & trans. 1989. Explosion of a Memory: Writings by Heiner Müller. By Heiner Müller. New York: Performing Arts Journal Publications. ISBN 1-55554-041-4ISBN 1-55554-041-4.

### 日本語訳
- カルヴィン・トムキンズ、ジョン・ロックウェル、ロバート・スターンズ、ローレンス・シャイヤー『イメージの劇場: ロバート・ウィルソンの世界』 (PARCO PICTURE BACKS) 高橋康也監訳・門上庚照訳、パルコ(1987)
- カルヴィン・トムキンズ『ザ・シーン: ポスト・モダン・アート』 (PARCO PICTURE BACKS) 高島平吾訳、パルコ(1989)

### 映画、演劇
- Katharina Otto-Bernstein, Absolute Wilson Katharina (2006). Absolute Wilson: the biography (illustrated ed.). Prestel. ISBN 978-3-7913-3450-9Absolute Wilson: the biography (illustrated ed.). Prestel. ISBN <bdi>978-3-7913-3450-9</bdi>.
- Will Bond Bob.one-man play, 1998“Robert Wilson on Stage, In Word, if Not in Deed” (英語). The New York Times. (1998年5月3日). ISSN 0362-4331 2022年1月17日閲覧。The New York Times. May 3, 1998. ISSN 0362-4331. Retrieved January 17, 2022.
- Carl von Karstedt Robert Wilson, Die Schönheit des Geheimnisvollen (The Beauty of the Mysterious) Archived January 16, 2022, at the Wayback Machine., ARTE TV, documentary, 52 minutes, 2021